# Cuilápam de Guerrero
Cuilápam de Guerrero (kurz Cuilápam oder auch Cuilapan) ist eine Kleinstadt mit ca. 16.000 Einwohnern und Sitz der gleichnamigen Gemeinde (municipio) mit insgesamt ca. 19.000 Einwohnern im Zentrum des mexikanischen Bundesstaats Oaxaca.

## Lage
Cuilápam liegt etwa 12 km (Fahrtstrecke) südwestlich von Oaxaca, der Hauptstadt des gleichnamigen Bundesstaates in einer Höhe von ca. 1565 m. Bis nach Mexiko-Stadt sind es etwa 475 km in nordwestlicher Richtung. Das Klima ist meist heiß und trocken; Regen (ca. 700 mm/Jahr) fällt nahezu ausschließlich in den Sommermonaten.

## Bevölkerungsentwicklung
| Jahr      | 2000   | 2010   | 2020   |
| Einwohner | 10.333 | 12.641 | 15.763 |

Die zum Teil aus dem Umland zugewanderten Bewohner des Ortes (zumeist Zapoteken und Mixteken) sprechen in der Regel mixtekische oder Nahuatl-Dialekte; aber auch Spanisch wird gesprochen.

## Wirtschaft
Auf den Feldern werden Mais, Bohnen, Gemüse, Agaven und Opuntien angebaut; in der Kleinstadt selbst gibt es mehrere kleine Handwerksbetriebe und Geschäfte sowie diverse Dienstleistungseinrichtungen des Bank-, Schul- und Gesundheitswesens.

## Geschichte
Menschliche Spuren im Tal von Oaxaca sind etwa 10000 Jahre alt; die Zapoteken dominierten die Region ab etwa 1500 v. Chr., bekamen jedoch nach dem Niedergang von Monte Alban (ca. 900 n. Chr.) Konkurrenz durch die aus dem Norden eingewanderten Mixteken. Beide Völker wurden im Jahr 1458 von den Azteken unterworfen und tributpflichtig gemacht. Im Anschluss an die Eroberung des Aztekenreichs durch die spanischen Konquistadoren unter Hernán Cortés (1519–1521) eroberte dieser auch das Tal von Oaxaca. Wenige Jahre später entsandten die Spanier Mönche und Missionare in die neugewonnenen überseeischen Kolonien, die sofort damit begannen, Einflussbereiche abzugrenzen und Ordensniederlassungen zu errichten; für das Gebiet von Cuilápam übernahm der Dominikanerorden die Verantwortung. Nach Erreichen der mexikanischen Unabhängigkeit erhielt Cuilapám im Jahr 1831 den Gemeindestatus; im Januar desselben Jahres wurde der Ex-Präsident Vicente Guerrero auf Betreiben seines Widersachers, des Generals Anastasio Bustamante, hier festgesetzt und am 14. Februar standrechtlich erschossen.

## Sehenswürdigkeiten

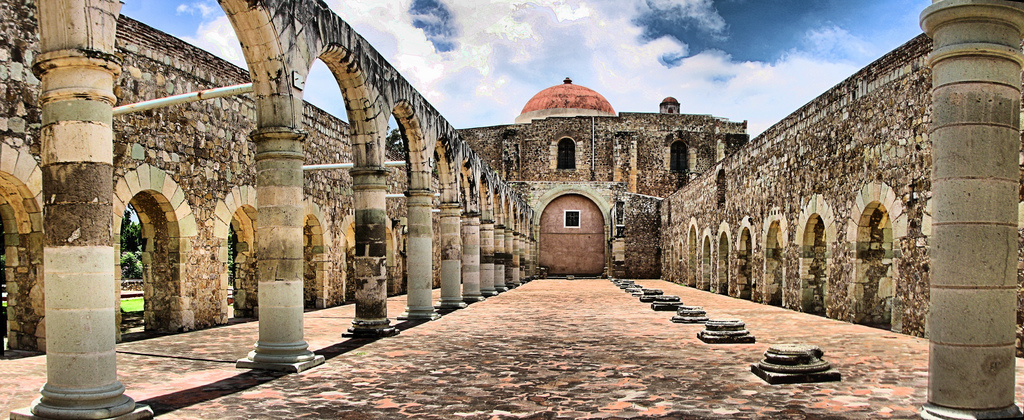
Capilla abierta des ehemaligen Dominikanerklosters Santiago Apóstol

- Hauptsehenswürdigkeit des Ortes ist der unvollendet wirkende Bau der offenen Kapelle (Capilla abierta) des etwas außerhalb gelegenen Dominikanerklosters Santiago Apóstol, deren Giebelfassade von zwei seitlichen Rundtürmchen gerahmt wird. Der dachlose dreischiffige Bau mit seinen aus Arkaden bestehenden Seitenwänden und zwei inneren Säulenreihen wurde in den 1550er Jahren begonnen; die Arbeiten am Kloster mussten jedoch um 1570 aus Kostengründen, oder weil sie dem ursprünglichen Gedanken der Einfachheit des Bauwerks nicht mehr entsprachen, eingestellt werden. Außerdem war die indianische Bevölkerung infolge von Kämpfen, Krankheiten, Nahrungsmangel und Abwanderung von etwa 43.000 im Jahr 1521 auf nur noch 6.000 dezimiert; es standen also möglicherweise nicht mehr genügend Arbeitskräfte zum Bau zur Verfügung. Im Jahr 1753 ging die Leitung des Klosters vom Dominikanerorden auf weltliche Priester über.
- Im zu einem Museum umgebauten eigentlichen Klosterkomplex ist vor allem der doppelgeschossige Kreuzgang (claustro) interessant.
- In der Nähe befindet sich ein Denkmal zur Erinnerung an die Erschießung Vicente Guerreros.

Umgebung
- Die sehenswerte präspanische Kultstätte von Zaachila ist nur ca. 6 km in südöstlicher Richtung entfernt.